# Casa de los Artistas (Viena)
La Casa de los Artistas de Viena (en alemán: Künstlerhaus Wien) es un edificio y espacio museístico de Viena, capital de Austria. Se encuentra en la Karlsplatz, al lado del Musikverein y en frente del Museo de Viena, dando a la Ringstraße.
El edificio fue construido a mediados del siglo xix por la Sociedad Austríaca de Artistas (Gesellschaft bildender Künstler Österreichs), una de las sociedades de artistas más antiguas de Europa que aún existe a día de hoy. Su mismo diseño y construcción se hicieron con fines museísticos (a diferencia de otros museos de este tipo que ocupaban edificios históricos adaptados). Desde su fundación, ha servido como centro de exhibiciones de obras de pintura, escultura, arquitectura y artes aplicadas. En 1947 pasó a gestionar también el Stadtkino Wien (Cine de la Ciudad de Viena), el emblemático cine y principal lugar de proyección del Festival Internacional de Cine de Viena.

## Descripción

### Historia de la Sociedad de Artistas
La Sociedad Austríaca de Artistas tiene sus raíces en el actual distrito vienés de Mariahilf, donde en 1847 el arquitecto Leopold Ernst construyó una gran sala neogótica para el festival de la ciudad. En los años siguientes la sala se convirtió en lugar de encuentro de la Sociedad de Jóvenes Artistas y Académicos, desde su fundación en 1851 (que luego cambiaría su nombre por Sociedad Alberto Durero – Albrecht-Dürer-Verein, a nombre del famoso artista del Renacimiento alemán).
En 1861 la Albrecht-Dürer-Verein se fusionó con otra sociedad de artistas, la Eintracht-Verein, para formar una gran sociedad que representaría a pintores, escultores y arquitectos de toda la ciudad, llamada la Sociedad de Artistas de Viena, que en 1868 se trasladaría a su edificio actual: la Casa de los Artistas. Es a partir de esta sociedad que se creó en 1897 el conocido movimiento artístico Secesión de Viena, que surgió de la separación de varios artistas modernos de la sociedad.
En 1972, la sociedad permitió la libre afiliación de todos los profesionales de las artes aplicadas, y en 1976 pasó a llamarse Sociedad de Artistas Austríacos–Casa de los Artistas, o sencillamente Sociedad Austríaca de Artistas. En 1983 la sociedad resolvió admitir también a cineastas y artistas audiovisuales entre sus miembros. Desde 1985, la sociedad opera como una empresa que organiza las exposiciones de la Casa de los Artistas, como también de otros museos e instituciones.

### Historia del edificio

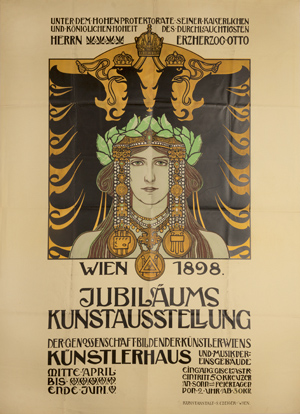
Cartel publicitario del 30.º aniversario de la Künstlerhaus, 1898

El edificio, diseñado y construido entre 1865 y 1868, es obra del arquitecto vienés August Weber (no confundir con el pintor alemán contemporáneo de este), quien la diseñó al estilo de una villa renacentista italiana, tomando como fuente de inspiración las obras del arquitecto y escultor florentino Jacopo d'Antonio Sansovino. En su construcción se utilizaron varios tipos de piedra austríaca, suministrada por la compañía minera Anton Wasserburger. En 1866, el emperador Francisco José I colocó la primera piedra angular del edificio.

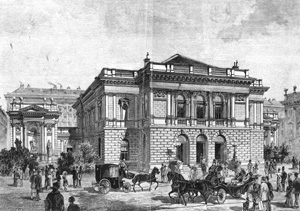
Künstlerhaus, 1883, por August Kronstein

La Künstlerhaus se inauguró el 1 de septiembre de 1868, siendo uno de los primeros edificios de la Ringstraße, que se encontraba junto a las orillas del río Wien, que entonces todavía fluía abiertamente por la ciudad (hoy no alcanza la ubicación del museo). En 1882 el edificio recibió un importante refuerzo con la construcción de dos alas laterales, que posteriormente se utilizarían para albergar un cine y un teatro (a partir de 1949 y 1974, respectivamente). Ese mismo año, la sociedad celebró la primera Exposición Internacional de Arte en la Künstlerhaus.
Durante el siglo xx, la Casa de los Artistas pasó por tiempos de inestabilidad, llegando a especular en varias ocasiones sobre su demolición en favor de edificios más grandes y más modernos, teniendo en cuenta su baja altura en comparación con otras construcciones de la Ringstraße. A principios de la década de 1930 se llegó a proponer un plan detallado para su reemplazo por un edificio de apartamentos de ocho pisos. En 1946, se celebró un concurso de planificación arquitectónica para la Karlsplatz, que incluía la Künstlerhaus, lo cual dejó patente que la ciudad de Viena consideraba prescindible el edificio. Aquello impulsó a la sociedad a modernizar una de sus salas (Stiftersaal) en 1956.
En 1966, el arquitecto vienés Karl Schwanzer, famoso por sus trabajos en la Viena de la posguerra, propuso un plan para construir en el lugar un gran edificio de oficinas para la compañía IBM. Dicho plan se encontró con aireadas objeciones por parte de la ciudadanía y los medios de comunicación. Debido a que el año anterior, similares protestas no habían logrado anular la decisión del Ayuntamiento de derribar la antigua iglesia de San Florián, la ciudad no tuvo esta vez otro remedio que conservar la Künstlerhaus.
En el siglo xxi, se han debatido nuevos planes para ampliar o reconstruir la Künstlerhaus, con el fin de que esta resultara mejor integrada en el «cúmulo de museos» de la Karlsplatz. En julio de 2010, el empresario Beppo Mauhart propuso la incorporación de dos edificios a la Karlsplatz. Entre 2016 y 2019, el museo pasó por su más ambicioso proyecto de renovación, permaneciendo cerrado todo este tiempo y volviendo a abrir en marzo de 2020. Mientras permanecía cerrado, sus obras se exhibían en una vieja fábrica de textil de la ciudad, adaptada a este fin.

#### Exhibiciones de la Albertina en la Casa de los Artistas
El 27 de mayo de 2020, la Albertina de Viena reubicó su colección de arte contemporáneo en el sótano de la Künstlerhaus. Ello se debió a la crisis provocada por la pandemia del COVID-19, que había dificultado el acceso a la totalidad del espacio museístico del famoso museo. La Casa de los Artistas fue elegida tanto por la cercanía de ambas instituciones como por las condiciones favorables de su sótano, donde esta exposición (bautizada como Albertina modern) sigue ocupando este espacio a día de hoy (junio de 2021).

## Galería

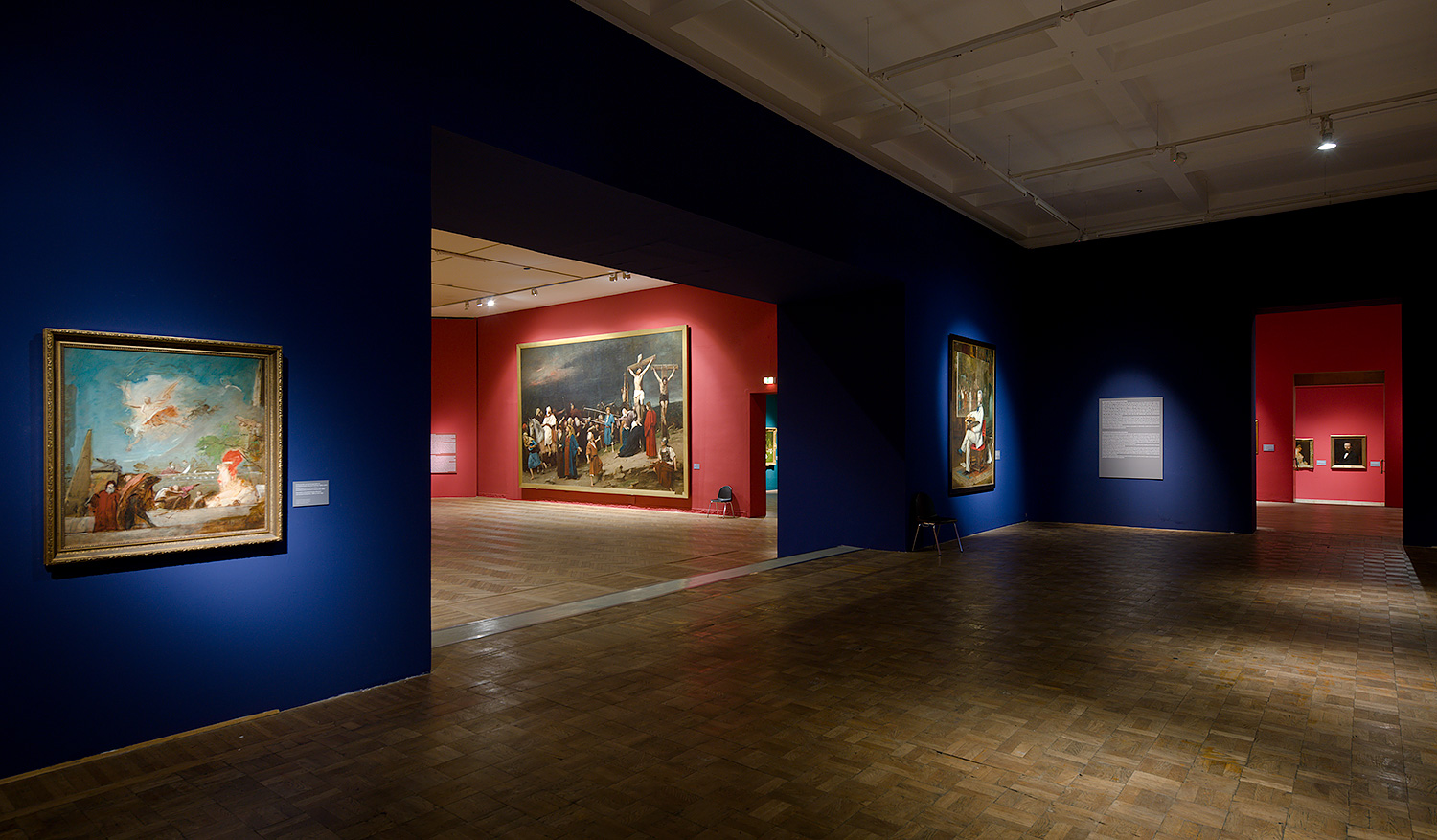
Exhibición Munkácsy, 2012
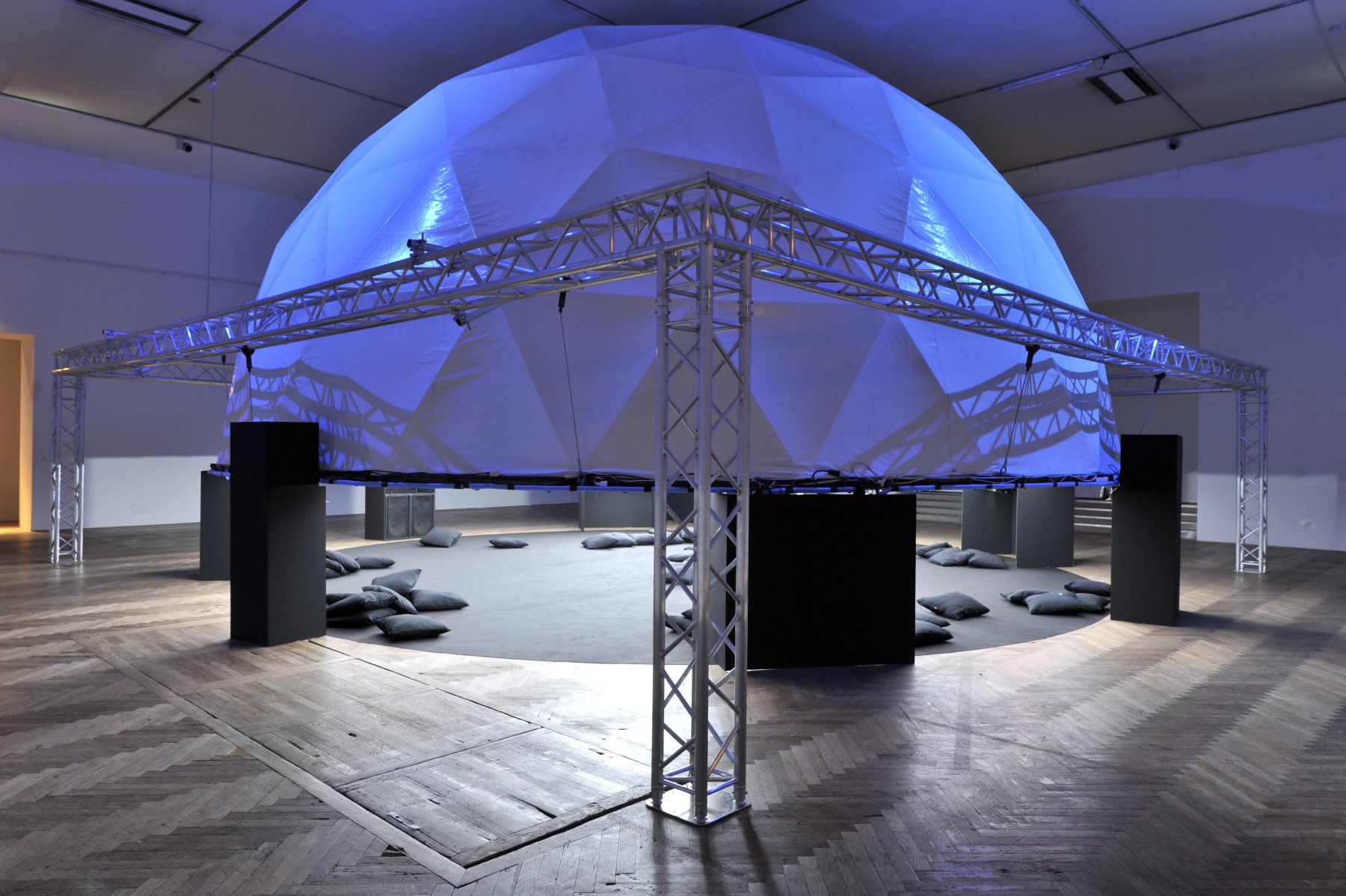
Exposición Inventos espaciales, 2010
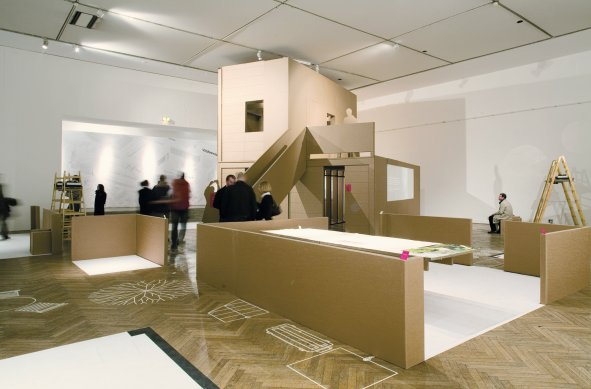
Exposición Modelos de construcción, 2010
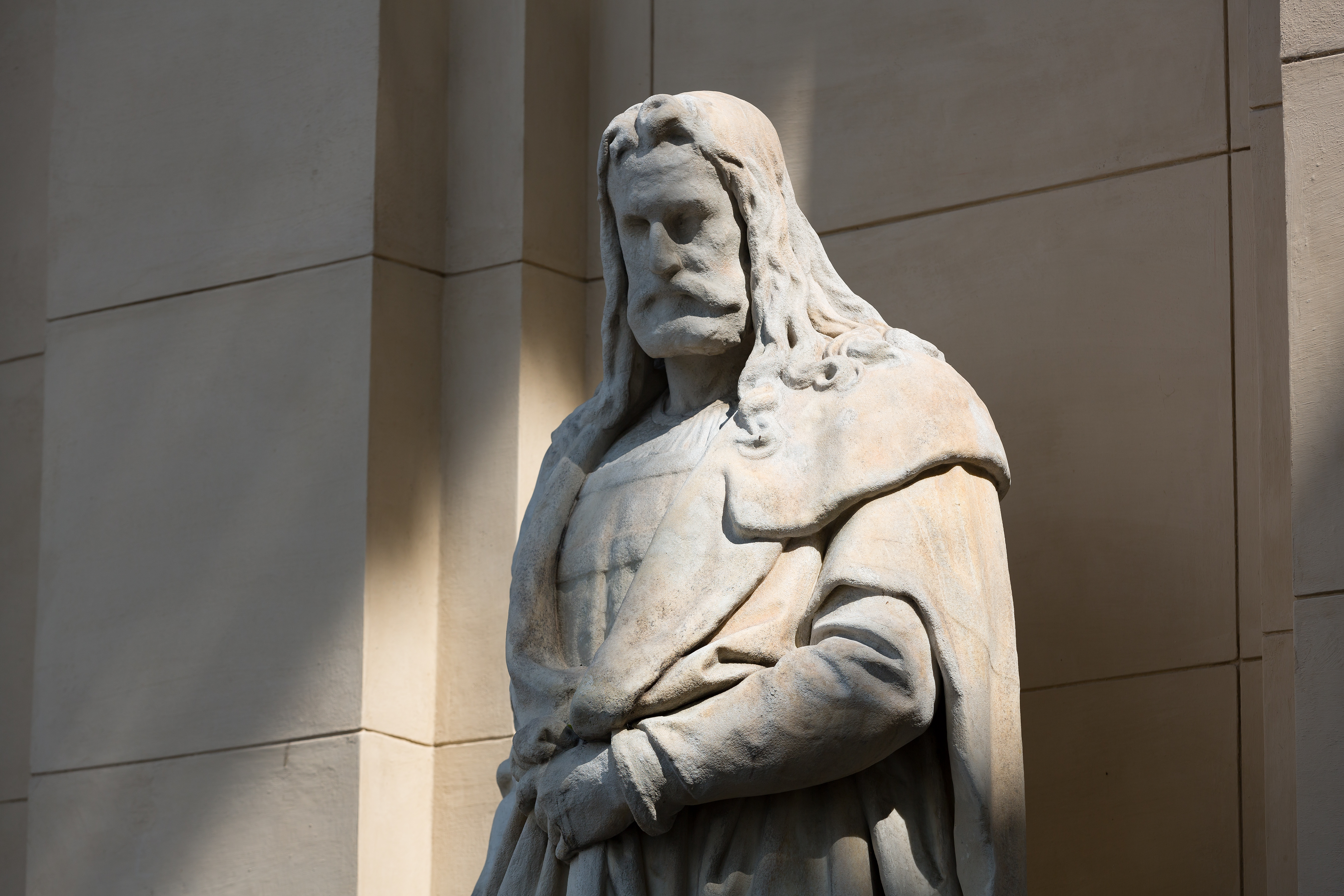
Estatua de Alberto Durero, 2016